# Trichotroea
Trichotroea is een kevergeslacht uit de familie van de boktorren (Cerambycidae). De wetenschappelijke naam van het geslacht werd voor het eerst geldig gepubliceerd in 1956 door Breuning.

## Soorten
Trichotroea is monotypisch en omvat slechts de volgende soort:
- Trichotroea semiflava Breuning, 1956